# Чистая Грива (Алтайский край)
Чистая Грива — село в Ельцовском районе Алтайского края России. Входит в состав Пуштулимского сельсовета.

## География
Село находится в восточной части региона, примыкая к юго-восточной окраине села, райцентра Пуштулим, при реке Пуштулимка и её притока.
Уличная сеть
села состоит из двух географических объектов: Кирова ул. и Молодёжная ул.
Климат
Средняя температура января составляет −17 °C, июля — +18,4 °C. Годовое количество осадков составляет 496 мм.

## Население
| 1997 | 1998 | 1999 | 2000 | 2001 | 2002 | 2003 | 2004 | 2005 |
| ---- | ---- | ---- | ---- | ---- | ---- | ---- | ---- | ---- |
| 58   | ↗69  | ↘40  | ↗71  | ↗76  | ↘62  | ↘57  | ↗62  | ↘61  |
| 2006 | 2007 | 2008 | 2009 | 2010 | 2011 | 2012 | 2013 |      |
| ↘55  | ↘54  | ↘52  | ↗57  | ↘51  | ↘49  | ↗51  | ↗57  |      |

Национальный состав
Согласно результатам переписи 2002 года, в национальной структуре населения русские составляли 98 % от 59 чел.

## Инфраструктура
Социальные услуги жители получают в соседнем Пуштулиме.

## Транспорт
Село доступно автомобильным транспортом.
Проходит автомобильная дорога общего пользования регионального значения «Бийск — Мартыново — Ельцовка — граница с Кемеровской областью» (идентификационный номер 01 ОП РЗ 01К-05).